# 2010年のNASCARスプリントカップ・シリーズ
2010年のNASCARスプリントカップ・シリーズは、アメリカ合衆国におけるストックカー・レースの62年目のシーズンとなる。フロリダ州デイトナ・ビーチのデイトナ・インターナショナル・スピードウェイにおけるノンタイトル戦のバドワイザー・シュートアウトから始まった。シリーズタイトルは第3戦のデイトナ500から争われ、チェイスフォーザカップは9月19日のニューハンプシャー・モーター・スピードウェイにおけるシルヴァニア300から争われた。タイトルは、ヘンドリック・モータースポーツのジミー・ジョンソンが獲得し、5連覇を達成した。

## 2010年の参加マニファクチャラー
シボレー（Chevrolet）

 フォード（Ford）

 ダッジ（Dodge）

 トヨタ（Toyota） 

## 2010年のスケジュール
| 2010年のスプリントカップ・スケジュール   | 2010年のスプリントカップ・スケジュール                                  | 2010年のスプリントカップ・スケジュール | 2010年のスプリントカップ・スケジュール         | 2010年のスプリントカップ・スケジュール | 2010年のスプリントカップ・スケジュール | 2010年のスプリントカップ・スケジュール | 2010年のスプリントカップ・スケジュール |
| 開催日                                   | レース                                                                  | 距離 / 注 | 開催地                                         | テレビ                                 | ラジオ                                 | 時刻 (ET)                              | 優勝者                                 |
| ---------------------------------------- | ----------------------------------------------------------------------- | --- | ---------------------------------------------- | -------------------------------------- | -------------------------------------- | -------------------------------------- | -------------------------------------- |
| 2月6日                                   | バドワイザー・シュートアウト (exhibition)                               | Segment 1: 25 Laps; 62.5マイル (100.6 km); Segment 2: 50 Laps; 125マイル (201 km) | デイトナ・インターナショナル・スピードウェイ   | FOX                                    | MRN                                    | 8:00 PM                                | ケヴィン・ハーヴィック                 |
| 2月11日                                  | ゲータレード・デュエル （デイトナ500の予選レース）                      | Two races; each 60 Laps 150マイル (240 km) | デイトナ・インターナショナル・スピードウェイ   | SPEED                                  | MRN                                    | 2 PM                                   | ジミー・ジョンソン                     |
| 2月11日                                  | ゲータレード・デュエル （デイトナ500の予選レース）                      | Two races; each 60 Laps 150マイル (240 km) | デイトナ・インターナショナル・スピードウェイ   | SPEED                                  | MRN                                    | 2 PM                                   | ケイシー・ケーン                       |
| 2月14日                                  | デイトナ500                                                             | 208 Laps 520マイル (840 km) （グリーン・ホワイト・チェッカーのため延長） | デイトナ・インターナショナル・スピードウェイ   | FOX                                    | MRN                                    | 1:00 PM                                | ジェイミー・マクマレー                 |
| 2月21日                                  | オートクラブ500                                                         | 250 Laps 500マイル (800 km) | オートクラブ・スピードウェイ                   | FOX                                    | MRN                                    | 3:00 PM                                | ジミー・ジョンソン                     |
| 2月28日                                  | シェルビー・アメリカン                                                  | 267 Laps 400.5マイル (644.5 km) | ラスベガス・モーター・スピードウェイ           | FOX                                    | PRN                                    | 3:00 PM                                | ジミー・ジョンソン                     |
| 3月7日                                   | コバルト・ツールズ500                                                   | 341 laps 525.1マイル (845.1 km) （グリーン・ホワイト・チェッカーのため延長） | アトランタ・モーター・スピードウェイ           | FOX                                    | PRN                                    | 1:00 PM                                | カート・ブッシュ                       |
| 3月21日                                  | フード・シティ500                                                       | 500 Laps 266.5マイル (428.9 km) | ブリストル・モーター・スピードウェイ           | FOX                                    | PRN                                    | 1:00 PM                                | ジミー・ジョンソン                     |
| 3月28日 § 3月29日                        | グーディズ・ファストペイン・レリーフ500                                 | 508 Laps 267.208マイル (430.030 km) （グリーン・ホワイト・チェッカーのため延長） | マーティンズビル・スピードウェイ               | FOX                                    | MRN                                    | 1:00 PM 12:00 PM                       | デニー・ハムリン                       |
| 4月10日                                  | サブウェイ・フレッシュフィット600                                       | 378 Laps 378マイル (608 km) （グリーン・ホワイト・チェッカーのため延長） | フェニックス・インターナショナル・レースウェイ | FOX                                    | MRN                                    | 7:30 PM                                | ライアン・ニューマン                   |
| 4月18日 § 4月19日                        | サムスン・モバイル500                                                   | 334 Laps 501マイル (806 km) | テキサス・モーター・スピードウェイ             | FOX                                    | MRN                                    | 3:00 PM 12:00 PM                       | デニー・ハムリン                       |
| 4月25日                                  | アーロンズ499                                                           | 200 Laps 532マイル (856 km) （グリーン・ホワイト・チェッカーのため延長） | タラデガ・スーパースピードウェイ               | FOX                                    | MRN                                    | 1:00 PM                                | ケヴィン・ハーヴィック                 |
| 5月1日                                   | クラウン・ロイヤル400                                                   | 400 Laps 300マイル (480 km) | リッチモンド・インターナショナル・レースウェイ | FOX                                    | MRN                                    | 7:30 PM                                | カイル・ブッシュ                       |
| 5月8日                                   | ショータイム・サウザン500                                               | 367 Laps 501.322マイル (806.800 km) | ダーリントン・レースウェイ                     | FOX                                    | MRN                                    | 7:30 PM                                | デニー・ハムリン                       |
| 5月16日                                  | オーティズム・スピークス400                                             | 400 Laps 400マイル (640 km) | ドーバー・インターナショナル・スピードウェイ   | FOX                                    | MRN                                    | 1:00 PM                                | カイル・ブッシュ                       |
| 5月22日                                  | NASCARスプリント・ショーダウン (exhibition)                             | Two segments; Each 25-lap 37.5マイル (60.4 km). | シャーロット・モーター・スピードウェイ         | SPEED                                  | MRN                                    | 7:30 PM                                | マーティン・トゥーレックス・ジュニア   |
| 5月22日                                  | NASCARスプリント・オールスターレース XXVI (exhibition)                  | Four segments; Segment 1: 50 laps; 75マイル (121 km) with mandatory 4-tire pit stop Segments 2 & 3: 25 laps; 37.5マイル (60.4 km); Segment 4: final 10 green flag laps; 22.5マイル (36.2 km). | シャーロット・モーター・スピードウェイ         | SPEED                                  | MRN                                    | 9:00 PM                                | カート・ブッシュ                       |
| 5月30日                                  | コカ・コーラ600                                                         | 400 Laps 600マイル (970 km) | シャーロット・モーター・スピードウェイ         | FOX                                    | PRN                                    | 5:45 PM                                | カート・ブッシュ                       |
| 6月6日                                   | ジレット・フュージョン・プログライド400プレゼンテッド・バイ・ターゲット | 204 Laps 510マイル (820 km) （グリーン・ホワイト・チェッカーのため延長） | ポコノ・レースウェイ                           | TNT                                    | MRN                                    | 1:00 PM                                | デニー・ハムリン                       |
| 6月13日                                  | ヘルーバ・グッド・サワークリームディップス400                           | 200 Laps 400マイル (640 km) | ミシガン・インターナショナル・スピードウェイ   | TNT                                    | MRN                                    | 1:00 PM                                | デニー・ハムリン                       |
| 6月20日                                  | トヨタ/セーブマート350                                                  | 110 Laps 350キロメートル (220 mi) | インフィニオン・レースウェイ                   | TNT                                    | PRN                                    | 3:00 PM                                | ジミー・ジョンソン                     |
| 6月27日                                  | レノックス・インダストリアル・ツールズ301                               | 301 Laps 318.458マイル (512.508 km) | ニューハンプシャー・モーター・スピードウェイ   | TNT                                    | PRN                                    | 1:00 PM                                | ジミー・ジョンソン                     |
| 7月3日                                   | コークゼロ400                                                           | 166 Laps 415マイル (668 km) （グリーン・ホワイト・チェッカーのため延長） | デイトナ・インターナショナル・スピードウェイ   | TNT                                    | MRN                                    | 7:30 PM                                | ケヴィン・ハーヴィック                 |
| 7月10日                                  | ライフロック・ドットコム400                                             | 267 laps 400.5マイル (644.5 km) | シカゴランド・スピードウェイ                   | TNT                                    | MRN                                    | 7:30 PM                                | デヴィッド・リューティマン             |
| 7月25日                                  | ブリックヤード400                                                       | 160 Laps 400マイル (640 km) | インディアナポリス・モーター・スピードウェイ   | ESPN                                   | IMS*                                   | 1:00 PM                                | ジェイミー・マクマレー                 |
| 8月1日                                   | スノコ・レッドクロス・ペンシルベニア500                                 | 200 Laps 500マイル (800 km) | ポコノ・レースウェイ                           | ESPN                                   | MRN                                    | 1:00 PM                                | グレッグ・ビッフル                     |
| 8月8日                                   | ヘルーバ・グッド・サワークリームディップス・アット・ザ・グレン          | 90 laps 220.5マイル (354.9 km) | ワトキンズ・グレン・インターナショナル         | ESPN                                   | MRN                                    | 1:00 PM                                | ファン・パブロ・モントーヤ             |
| 8月15日                                  | カーファックス400                                                       | 200 Laps 400マイル (640 km) | ミシガン・インターナショナル・スピードウェイ   | ESPN                                   | MRN                                    | 1:00 PM                                | ケヴィン・ハーヴィック                 |
| 8月21日                                  | アーウィン・ツールズ・ナイトレース                                      | 500 Laps 266.5マイル (428.9 km) | ブリストル・モーター・スピードウェイ           | ABC                                    | PRN                                    | 7:30 PM                                | カイル・ブッシュ                       |
| 9月5日                                   | エモリー・ヘルスケア500                                                 | 325 Laps 500.5マイル (805.5 km) | アトランタ・モーター・スピードウェイ           | ESPN                                   | PRN                                    | 7:30 PM                                | トニー・スチュワート                   |
| 9月11日                                  | エア・ガード400                                                         | 400 Laps 300マイル (480 km) | リッチモンド・インターナショナル・レースウェイ | ABC                                    | MRN                                    | 7:30 PM                                | デニー・ハムリン                       |
| 2010年のチェイスフォーザスプリントカップ |                                                                         | |                                                |                                        |                                        |                                        |                                        |
| 9月19日                                  | シルヴァニア300                                                         | 300 Laps 317.4マイル (510.8 km) | ニューハンプシャー・モーター・スピードウェイ   | ESPN                                   | PRN                                    | 1:00 PM                                | クリント・ボウヤー                     |
| 9月26日                                  | AAA 400                                                                 | 400 Laps 400マイル (640 km) | ドーバー・インターナショナル・スピードウェイ   | ESPN                                   | MRN                                    | 1:00 PM                                | ジミー・ジョンソン                     |
| 10月3日                                  | プライス・チョッパー400                                                 | 267 Laps 400.5マイル (644.5 km) | カンザス・スピードウェイ                       | ESPN                                   | MRN                                    | 1:00 PM                                | グレッグ・ビッフル                     |
| 10月10日                                 | ペプシマックス400                                                       | 200 Laps 400マイル (640 km) | オートクラブ・スピードウェイ                   | ESPN                                   | MRN                                    | 3:00 PM                                | トニー・スチュワート                   |
| 10月16日                                 | NASCARバンキング500オンリー・フロム・バンク・オブ・アメリカ             | 334 Laps 501マイル (806 km) | シャーロット・モーター・スピードウェイ         | ABC                                    | PRN                                    | 7:30 PM                                | ジェイミー・マクマレー                 |
| 10月24日                                 | TUMSファスト・レリーフ500                                               | 500 Laps 263マイル (423 km) | マーティンズビル・スピードウェイ               | ESPN                                   | MRN                                    | 1:00 PM                                | デニー・ハムリン                       |
| 10月31日                                 | AMPエナジー500                                                          | 188 Laps 500.8マイル (806.0 km) | タラデガ・スーパースピードウェイ               | ESPN                                   | MRN                                    | 1:00 PM                                | クリント・ボウヤー                     |
| 11月7日                                  | AAAテキサス500                                                          | 334 Laps 501マイル (806 km) | テキサス・モーター・スピードウェイ             | ESPN                                   | PRN                                    | 3:00 PM                                | デニー・ハムリン                       |
| 11月14日                                 | コバルト・ツールズ500                                                   | 312 Laps 310マイル (500 km) | フェニックス・インターナショナル・レースウェイ | ESPN                                   | MRN                                    | 3:00 PM                                | カール・エドワーズ                     |
| 11月21日                                 | フォード400                                                             | 267 Laps 400.5マイル (644.5 km) | ホームステッド＝マイアミ・スピードウェイ       | ESPN                                   | MRN                                    | 1:00 PM                                | カール・エドワーズ                     |

* - This race will be produced and distributed by IMS Radio and the broadcast will be produced in conjunction with Performance Racing Network.

§ - This race was scheduled to have been run on Sunday, but was rescheduled to the following Monday due to rain.

## 2010年の参加ドライバー
- パートタイム参戦ドライバーは水色。

| チーム                                           | 使用車両       | 車番 | ドライバー                           | スポンサー | 出場ラウンド                                            | オーナーポイント |
| ------------------------------------------------ | -------------- | ---- | ------------------------------------ | --- | ------------------------------------------------------- | ---------------- |
| マイケル・ウォルトリップ・レーシング             | トヨタ         | 00   | デヴィッド・リューティマン           | Aaron's Dream Machine / Best Western / Tums | All                                                     | 16th             |
| マイケル・ウォルトリップ・レーシング             | トヨタ         | 51   | マイケル・ウォルトリップ             | NAPA Auto Parts | 1                                                       | New Team         |
| マイケル・ウォルトリップ・レーシング             | トヨタ         | 56   | マーティン・トゥーレックス・ジュニア | NAPA Auto Parts | All                                                     | 33rd             |
| アーンハート・ガナッシ・レーシング               | シボレー       | 1    | ジェイミー・マクマレー               | Bass Pro Shops (18-23 Races) / McDonald's (11 races) | All                                                     | 23rd             |
| アーンハート・ガナッシ・レーシング               | シボレー       | 42   | ファン・パブロ・モントーヤ           | Target | All                                                     | 8th              |
| ペンスキー・レーシング                           | ダッジ         | 2    | カート・ブッシュ                     | Miller Lite | All                                                     | 4th              |
| ペンスキー・レーシング                           | ダッジ         | 12   | ブラッド・ケセロウスキー             | Verizon Wireless- / Dodge / Mopar / AAA | All                                                     | 30th             |
| ペンスキー・レーシング                           | ダッジ         | 77   | サム・ホーニッシュJr.                | Mobil 1 / AAA | All                                                     | 28th             |
| アッシュ・レーシング                             | ダッジ         | 02   | ブランドン・アッシュ                 | Start Natural Energy Drink | 7, 16                                                   | 58th             |
| モーガン・マククレアモータスポーツ               | ダッジ         | 02   | ケヴィン・ルパージュ                 | Alpha Natural Resources / Joy Mining Machinery | 24                                                      | 55th             |
| ヘンドリック・モータースポーツ                   | シボレー       | 5    | マーク・マーティン                   | GoDaddy.com / Delphi / Carquest | All                                                     | 2nd              |
| ヘンドリック・モータースポーツ                   | シボレー       | 24   | ジェフ・ゴードン                     | DuPont / National Guard / Pepsi | All                                                     | 3rd              |
| ヘンドリック・モータースポーツ                   | シボレー       | 48   | ジミー・ジョンソン                   | Lowe's / Kobalt Tools | All                                                     | 1st              |
| ヘンドリック・モータースポーツ                   | シボレー       | 88   | デイル・アーンハートJr.              | AMP Energy / National Guard | All                                                     | 25th             |
| ラウシュ・フェンウェイ・レーシング               | フォード       | 6    | デヴィッド・レーガン                 | UPS | All                                                     | 27th             |
| ラウシュ・フェンウェイ・レーシング               | フォード       | 16   | グレッグ・ビッフル                   | 3M | All                                                     | 7th              |
| ラウシュ・フェンウェイ・レーシング               | フォード       | 17   | マット・ケンゼス                     | Crown Royal / Valvoline | All                                                     | 14th             |
| ラウシュ・フェンウェイ・レーシング               | フォード       | 99   | カール・エドワーズ                   | Aflac / Subway / Scotts Miracle-Gro Company / Kelloggs | All                                                     | 11th             |
| ロビー・ゴードン・モータースポーツ BAMレーシング | トヨタ         | 7    | ロビー・ゴードン                     | Monster Energy / Menards / POLARIS/ Warner Music/SpeedFactory.tv | 1-13, 15-16, 18-20, 22, 27, 31-35                       | 34th             |
| ロビー・ゴードン・モータースポーツ BAMレーシング | トヨタ         | 7    | テッド・マスグレイヴ                 | Monster Energy / Menards / POLARIS/ Warner Music/SpeedFactory.tv | 14                                                      | 34th             |
| ロビー・ゴードン・モータースポーツ BAMレーシング | トヨタ         | 7    | ボビー・ラボンテ                     | Monster Energy / Menards / POLARIS/ Warner Music/SpeedFactory.tv | 17                                                      | 34th             |
| ロビー・ゴードン・モータースポーツ BAMレーシング | トヨタ         | 7    | P.J.ジョーンズ                       | Monster Energy / Menards / POLARIS/ Warner Music/SpeedFactory.tv | 21, 23                                                  | 34th             |
| ロビー・ゴードン・モータースポーツ BAMレーシング | トヨタ         | 7    | ケヴィン・コンウェイ                 | ExtenZe | 24-26, 28-30, 36                                        | 34th             |
| ロビー・ゴードン・モータースポーツ BAMレーシング | トヨタ         | 07   | P.J.ジョーンズ                       | SpeedFactory.tv | 16, 22                                                  | New Team         |
| ロビー・ゴードン・モータースポーツ BAMレーシング | トヨタ         | 07   | ロビー・ゴードン                     | SpeedFactory.tv | 23-24, 34                                               | New Team         |
| ロビー・ゴードン・モータースポーツ BAMレーシング | トヨタ         | 07   | ケヴィン・コンウェイ                 | ExtenZe | 31                                                      | New Team         |
| ロビー・ゴードン・モータースポーツ BAMレーシング | トヨタ         | 49   | デヴィッド・ギリランド               | Warner Music | 1                                                       | Returning Team   |
| リチャード・ペティ・モータースポーツ             | フォード       | 9    | ケイシー・ケーン                     | Budweiser | 1-31                                                    | 10th             |
| リチャード・ペティ・モータースポーツ             | フォード       | 9    | アリック・アルミローラ               | Budweiser | 32-36                                                   | 10th             |
| リチャード・ペティ・モータースポーツ             | フォード       | 19   | エリオット・サドラー                 | Stanley Tools / Air Force / Hunt Brothers Pizza | All                                                     | 26th             |
| リチャード・ペティ・モータースポーツ             | フォード       | 43   | A.J.アルメンディンガー               | Best Buy / Valvoline / WIX Filters | All                                                     | 29th             |
| リチャード・ペティ・モータースポーツ             | フォード       | 98   | ポール・メナード                     | Menards | All                                                     | 24th             |
| フェニックス・レーシング                         | シボレー       | 09   | アリック・アルミローラ               | TBA | 1-7                                                     | 38th             |
| フェニックス・レーシング                         | シボレー       | 09   | マイク・ブリス                       | TBA | 8-13, 17                                                | 38th             |
| フェニックス・レーシング                         | シボレー       | 09   | テリー・クック                       | TBA | 14                                                      | 38th             |
| フェニックス・レーシング                         | シボレー       | 09   | ランドン・キャシル                   | TBA | 15, 21, 23, 25, 31, 34                                  | 38th             |
| フェニックス・レーシング                         | シボレー       | 09   | ヤン・マグヌッセン                   | TBA | 16                                                      | 38th             |
| フェニックス・レーシング                         | シボレー       | 09   | ボビー・ラボンテ                     | TBA | 18-20, 22, 24, 26-30, 32-33, 35-36                      | 38th             |
| スタヴォラ・ブラザーズ・レーシング               | シボレー       | 10   | テリー・ラボンテ                     | Gander Mountain | 26                                                      | Returning Team   |
| スタヴォラ・ブラザーズ・レーシング               | シボレー       | 10   | ボビー・ラボンテ                     | Gander Mountain | 31, 34                                                  | Returning Team   |
| ジョー・ギブス・レーシング                       | トヨタ         | 11   | デニー・ハムリン                     | FedEx | All                                                     | 5th              |
| ジョー・ギブス・レーシング                       | トヨタ         | 18   | カイル・ブッシュ                     | M&Ms / Interstate Batteries | All                                                     | 13th             |
| ジョー・ギブス・レーシング                       | トヨタ         | 20   | ジョーイ・ロガーノ                   | Home Depot | All                                                     | 20th             |
| ジャーメイン・レーシング                         | トヨタ         | 13   | マックス・パピス                     | Geico | 1-23                                                    | 43rd             |
| ジャーメイン・レーシング                         | トヨタ         | 13   | ケイシー・メアーズ                   | Geico | 24-36                                                   | 43rd             |
| スチュワート＝ハース・レーシング                 | シボレー       | 14   | トニー・スチュワート                 | Office Depot / Old Spice / Burger King | All                                                     | 6th              |
| スチュワート＝ハース・レーシング                 | シボレー       | 39   | ライアン・ニューマン                 | US Army / Haas Automation / Tornados Snack Foods | All                                                     | 9th              |
| ウッド・ブラザーズ・レーシング                   | フォード       | 21   | ビル・エリオット                     | Motorcraft / Quick Line | 1, 4, 8, 13, 15, 19-20, 23, 25, 29, 31, 36              | 44th             |
| ウッド・ブラザーズ・レーシング                   | フォード       | 21   | トレヴァー・ベイン                   | Motorcraft / Quick Line | 34                                                      | 44th             |
| ラティチュード43モータースポーツ                 | フォード       | 26   | ボリス・セッド                       | Window World / Sacred Power / Southern Pride Trucking / Air National Guard                                                                                           | 1-4, 16                                                 | 22nd             |
| ラティチュード43モータースポーツ                 | フォード       | 26   | デヴィッド・ストリーム               | Window World / Sacred Power / Southern Pride Trucking / Air National Guard                                                                                           | 5-15, 17-21                                             | 22nd             |
| ラティチュード43モータースポーツ                 | フォード       | 26   | パトリック・カーペンティア           | Window World / Sacred Power / Southern Pride Trucking / Air National Guard                                                                                           | 22-23, 25, 29-31, 34, 36                                | 22nd             |
| ラティチュード43モータースポーツ                 | フォード       | 26   | ジェフ・グリーン                     | Window World / Sacred Power / Southern Pride Trucking / Air National Guard                                                                                           | 24, 26-28                                               | 22nd             |
| ラティチュード43モータースポーツ                 | フォード       | 26   | ケン・シュレーダー                   | Window World / Sacred Power / Southern Pride Trucking / Air National Guard                                                                                           | 32                                                      | 22nd             |
| ラティチュード43モータースポーツ                 | フォード       | 26   | ビル・エリオット                     | Window World / Sacred Power / Southern Pride Trucking / Air National Guard                                                                                           | 33                                                      | 22nd             |
| ラティチュード43モータースポーツ                 | フォード       | 26   | J.J.イェリー                         | Window World / Sacred Power / Southern Pride Trucking / Air National Guard                                                                                           | 35                                                      | 22nd             |
| カーク・シェルマーディン・レーシング             | トヨタ         | 27   | トッド・ボーディン                   | | 1                                                       | 60th             |
| リチャード・チルドレス・レーシング               | シボレー       | 29   | ケヴィン・ハーヴィック               | Shell / Pennzoil / Reese's Peanut Butter Cups | All                                                     | 19th             |
| リチャード・チルドレス・レーシング               | シボレー       | 31   | ジェフ・バートン                     | Caterpillar / Prilosec OTC / Lenox Industrial Tools | All                                                     | 17th             |
| リチャード・チルドレス・レーシング               | シボレー       | 33   | クリント・ボウヤー                   | Cheerios / Hamburger Helper / BB&T / The Hartford | All                                                     | 15th             |
| ブラウン・レーシング                             | トヨタ         | 32   | リード・ソレンソン                   | Dollar General | 1, 8, 10-13                                             | New Team         |
| ブラウン・レーシング                             | トヨタ         | 32   | マイク・ブリス                       | Dollar General | 19, 23-24                                               | New Team         |
| ブラウン・レーシング                             | トヨタ         | 32   | ジャック・ヴィルヌーヴ               | Dollar General | 20                                                      | New Team         |
| ブラウン・レーシング                             | トヨタ         | 32   | ジェフ・フラー                       | Dollar General | 25, 26                                                  | New Team         |
| フロント・ロウ・モータースポーツ                 | フォード       | 34   | ジョン・アンドレッティ               | Window World | 1                                                       | 35th             |
| フロント・ロウ・モータースポーツ                 | フォード       | 34   | トラヴィス・クヴァピル               | Long John Silver's | 2-12, 24-25, 28-31                                      | 35th             |
| フロント・ロウ・モータースポーツ                 | フォード       | 34   | ケヴィン・コンウェイ                 | ExtenZe | 13-22                                                   | 35th             |
| フロント・ロウ・モータースポーツ                 | フォード       | 34   | トニー・レインズ                     | A&W All American Food | 23, 26-27, 32, 35                                       | 35th             |
| フロント・ロウ・モータースポーツ                 | フォード       | 34   | ロバート・リチャードソンJr.          | A&W All American Food | 33                                                      | 35th             |
| フロント・ロウ・モータースポーツ                 | フォード       | 37   | トラヴィス・クヴァピル               | ExtenZe | 1, 16, 20, 22                                           | 31st             |
| フロント・ロウ・モータースポーツ                 | フォード       | 37   | ケヴィン・コンウェイ                 | ExtenZe | 2-5, 11-12                                              | 31st             |
| フロント・ロウ・モータースポーツ                 | フォード       | 37   | デヴィッド・ギリランド               | Taco Bell | 6-8, 10, 13-15, 17, 19, 21, 23, 25-27, 29, 32-33, 35-26 | 31st             |
| フロント・ロウ・モータースポーツ                 | フォード       | 37   | ロバート・リチャードソンJr.          | Mahindra Tractors | 9, 18                                                   | 31st             |
| フロント・ロウ・モータースポーツ                 | フォード       | 37   | トニー・レインズ                     | A&W All American Food | 24, 28                                                  | 31st             |
| フロント・ロウ・モータースポーツ                 | フォード       | 37   | デイヴ・ブラニー                     | A&W All American Food | 30-31, 34                                               | 31st             |
| フロント・ロウ・モータースポーツ                 | フォード       | 38   | ロバート・リチャードソンJr.          | Mahindra Tractors | 1                                                       | 33rd Team        |
| フロント・ロウ・モータースポーツ                 | フォード       | 38   | デヴィッド・ギリランド               | Taco Bell | 2-5, 11-12, 16, 20, 22, 24, 28, 30-31, 34               | 33rd Team        |
| フロント・ロウ・モータースポーツ                 | フォード       | 38   | ケヴィン・コンウェイ                 | ExtenZe | 6-10                                                    | 33rd Team        |
| フロント・ロウ・モータースポーツ                 | フォード       | 38   | トラヴィス・クヴァピル               | Taco Bell | 13-15, 17-19, 21, 23, 32-33, 35                         | 33rd Team        |
| フロント・ロウ・モータースポーツ                 | フォード       | 38   | デイヴ・ブラニー                     | A&W All American Food | 25, 29, 36                                              | 33rd Team        |
| トミー・ボールドウィン・レーシング               | シボレー       | 35   | ジョニー・サウター                   | | 2, 6-7                                                  | New Team         |
| トミー・ボールドウィン・レーシング               | シボレー       | 35   | アリック・アルミローラ               | Mohawk Northeast | 9                                                       | New Team         |
| トミー・ボールドウィン・レーシング               | シボレー       | 36   | マイク・ブリス                       | Wave Energy Drink (18 races) / Kim Kardashian / Sephora / H.D. Segur / Mohawk Northeast                                                                              | 1-7                                                     | 41st             |
| トミー・ボールドウィン・レーシング               | シボレー       | 36   | ジョニー・サウター                   | Wave Energy Drink (18 races) / Kim Kardashian / Sephora / H.D. Segur / Mohawk Northeast                                                                              | 8-9, 12-13, 15                                          | 41st             |
| トミー・ボールドウィン・レーシング               | シボレー       | 36   | ケイシー・メアーズ                   | Wave Energy Drink (18 races) / Kim Kardashian / Sephora / H.D. Segur / Mohawk Northeast                                                                              | 10-11, 17, 19-21                                        | 41st             |
| トミー・ボールドウィン・レーシング               | シボレー       | 36   | ジェフ・ボーディン                   | Wave Energy Drink (18 races) / Kim Kardashian / Sephora / H.D. Segur / Mohawk Northeast                                                                              | 14                                                      | 41st             |
| トミー・ボールドウィン・レーシング               | シボレー       | 36   | ブライアン・シモ                     | Wave Energy Drink (18 races) / Kim Kardashian / Sephora / H.D. Segur / Mohawk Northeast                                                                              | 16                                                      | 41st             |
| トミー・ボールドウィン・レーシング               | シボレー       | 36   | スティーヴ・パーク                   | Wave Energy Drink (18 races) / Kim Kardashian / Sephora / H.D. Segur / Mohawk Northeast                                                                              | 18                                                      | 41st             |
| トミー・ボールドウィン・レーシング               | シボレー       | 36   | ロン・フェローズ                     | Wave Energy Drink (18 races) / Kim Kardashian / Sephora / H.D. Segur / Mohawk Northeast                                                                              | 22                                                      | 41st             |
| トミー・ボールドウィン・レーシング               | シボレー       | 36   | デイヴ・ブラニー                     | Wave Energy Drink (18 races) / Kim Kardashian / Sephora / H.D. Segur / Mohawk Northeast                                                                              | 24, 26-28, 32-33, 35                                    | 41st             |
| トミー・ボールドウィン・レーシング               | シボレー       | 36   | J.J.イェリー                         | Wave Energy Drink (18 races) / Kim Kardashian / Sephora / H.D. Segur / Mohawk Northeast                                                                              | 25, 29-31, 34, 36                                       | 41st             |
| トライスター・モータースポーツ                   | シボレー       | 35   | トニー・アヴェ                       | | 22                                                      | New Team         |
| ホイットニー・モータースポーツ                   | ダッジシボレー | 46   | テリー・クック                       | Autism Speaks / The Atlantic Company/CashAmerica (4 races) | 1-10                                                    | New Team         |
| ホイットニー・モータースポーツ                   | ダッジシボレー | 46   | J.J.イェリー                         | Autism Speaks / The Atlantic Company/CashAmerica (4 races) | 11-24                                                   | New Team         |
| ホイットニー・モータースポーツ                   | ダッジシボレー | 46   | マイケル・マクドウェル               | Autism Speaks / The Atlantic Company/CashAmerica (4 races) | 25-36                                                   | New Team         |
| ホイットニー・モータースポーツ                   | ダッジ         | 81   | J.J.イェリー                         | Redline Oil | 28, 32                                                  | New Team         |
| ホイットニー・モータースポーツ                   | ダッジ         | 81   | スコット・リッグス                   | Redline Oil | 34                                                      | New Team         |
| ホイットニー・モータースポーツ                   | ダッジ         | 81   | テリー・ラボンテ                     | Redline Oil | 35                                                      | New Team         |
| JTGドハティ・レーシング                          | トヨタ         | 47   | マーコス・アンブローズ               | Little Debbie / Clorox / Kingsford Charcoal / Bush's Baked Beans / Lance Snacks / Kleenex (5 races) / Kroger (partnership with マイケル・ウォルトリップ・レーシング) | All                                                     | 18th             |
| プリズム・モータースポーツ                       | トヨタ         | 55   | マイケル・マクドウェル               | Firefly Vodka （デイトナ500のみ） | 1-4, 6, 10-13, 17, 19-24                                | New Team         |
| プリズム・モータースポーツ                       | トヨタ         | 55   | マイケル・ウォルトリップ             | Aaron's Dream Machine （アーロンズ499のみ） | 5, 9, 14-16, 18, 33                                     | New Team         |
| プリズム・モータースポーツ                       | トヨタ         | 55   | デイヴ・ブラニー                     | | 7-8                                                     | New Team         |
| プリズム・モータースポーツ                       | トヨタ         | 55   | マイク・ブリス                       | | 25, 27-31, 35                                           | New Team         |
| プリズム・モータースポーツ                       | トヨタ         | 55   | テリー・ラボンテ                     | | 26                                                      | New Team         |
| プリズム・モータースポーツ                       | トヨタ         | 55   | テリー・クック                       | | 32                                                      | New Team         |
| プリズム・モータースポーツ                       | トヨタ         | 66   | デイヴ・ブラニー                     | | 1-6, 9-22                                               | 42nd             |
| プリズム・モータースポーツ                       | トヨタ         | 66   | マイケル・マクドウェル               | | 7-8                                                     | 42nd             |
| プリズム・モータースポーツ                       | トヨタ         | 66   | スコット・リッグス                   | | 23-26                                                   | 42nd             |
| プリズム・モータースポーツ                       | トヨタ         | 66   | ジョニー・サウター                   | | 27, 32-33                                               | 42nd             |
| プリズム・モータースポーツ                       | トヨタ         | 66   | テッド・マスグレイヴ                 | | 28                                                      | 42nd             |
| プリズム・モータースポーツ                       | トヨタ         | 66   | ジェイソン・レフラー                 | | 29-31, 35                                               | 42nd             |
| プリズム・モータースポーツ                       | トヨタ         | 66   | マイク・ブリス                       | | 34, 36                                                  | 42nd             |
| ノーム・ベニング・レーシング                     | シボレー       | 57   | ノーム・ベニング                     | | 1                                                       | 63rd             |
| ガンセルマン・モータースポーツ                   | トヨタ         | 64   | トニー・レインズ                     | | 10                                                      | 46th             |
| ガンセルマン・モータースポーツ                   | トヨタ         | 64   | トッド・ボーディン                   | 11-13, 15, 17-21, 24-26 |                                                         | 46th             |
| ガンセルマン・モータースポーツ                   | トヨタ         | 64   | チャド・マカムビー                   | 14 |                                                         | 46th             |
| ガンセルマン・モータースポーツ                   | トヨタ         | 64   | ランドン・キャシル                   | 27, 29-30, 32-33, 35-36 |                                                         | 46th             |
| ガンセルマン・モータースポーツ                   | トヨタ         | 64   | ジョシュ・ワイズ                     | 28 |                                                         | 46th             |
| ガンセルマン・モータースポーツ                   | トヨタ         | 64   | ジェフ・グリーン                     | 31, 34 |                                                         | 46th             |
| TRGモータースポーツ                              | シボレー       | 71   | ボビー・ラボンテ                     | Taxslayer.com (13 races) | 1-16, 21, 23, 25                                        | 37th             |
| TRGモータースポーツ                              | シボレー       | 71   | アンディ・ラリー                     | Taxslayer.com (13 races) | 17, 22, 27                                              | 37th             |
| TRGモータースポーツ                              | シボレー       | 71   | マイク・ブリス                       | Taxslayer.com (13 races) | 18                                                      | 37th             |
| TRGモータースポーツ                              | シボレー       | 71   | ランドン・キャシル                   | Taxslayer.com (13 races) | 19-20, 24, 26, 28                                       | 37th             |
| TRGモータースポーツ                              | シボレー       | 71   | トニー・レインズ                     | Taxslayer.com (13 races) | 29                                                      | 37th             |
| TRGモータースポーツ                              | シボレー       | 71   | ハーミー・サドラー                   | Taxslayer.com (13 races) | 32                                                      | 37th             |
| TRGモータースポーツ                              | シボレー       | 71   | チャド・マカムビー                   | Taxslayer.com (13 races) | 33                                                      | 37th             |
| TRGモータースポーツ                              | シボレー       | 71   | ブレンダン・ゴーアン                 | Taxslayer.com (13 races) | 35                                                      | 37th             |
| ストレイタス・レーシング・グループ               | ダッジ         | 75   | デリック・コープ                     | Asset Protect / Strutmasterspro.com | 1                                                       | 54th             |
| ファニチャー・ロウ・レーシング                   | シボレー       | 78   | レーガン・スミス                     | Furniture Row | All                                                     | 21st             |
| レッドブル・レーシング                           | トヨタ         | 82   | スコット・スピード                   | Red Bull （シュレーダーはバドワイザー・シュートアウトのみ） | All                                                     | 36th             |
| レッドブル・レーシング                           | トヨタ         | 82   | ケン・シュレーダー                   | Red Bull （シュレーダーはバドワイザー・シュートアウトのみ） |                                                         | 36th             |
| レッドブル・レーシング                           | トヨタ         | 83   | ブライアン・ヴィッカーズ             | Red Bull | 1-11                                                    | 12th             |
| レッドブル・レーシング                           | トヨタ         | 83   | ケイシー・メアーズ                   | Red Bull | 12-15                                                   | 12th             |
| レッドブル・レーシング                           | トヨタ         | 83   | マティアス・エクストロム             | Red Bull | 16, 26                                                  | 12th             |
| レッドブル・レーシング                           | トヨタ         | 83   | リード・ソレンソン                   | Red Bull | 17-21, 23-25, 27-31                                     | 12th             |
| レッドブル・レーシング                           | トヨタ         | 83   | ボリス・セッド                       | Red Bull | 22                                                      | 12th             |
| レッドブル・レーシング                           | トヨタ         | 83   | ケイシー・ケーン                     | Red Bull | 32-36                                                   | 12th             |
| NEMCOモータースポーツ                            | トヨタ         | 87   | ジョー・ネメチェク                   | England Stove / PetSmart / HostGator.com | All                                                     | 39th             |
| NEMCOモータースポーツ                            | トヨタ         | 97   | ジェフ・フラー                       | | 1, 33                                                   | New Team         |
| キード・アップ・モータースポーツ                 | シボレー       | 90   | ケイシー・メアーズ                   | SmellMyCar.com | 1-6                                                     | New Team         |
| キード・アップ・モータースポーツ                 | シボレー       | 90   | スコット・リグス                     | SmellMyCar.com | 7                                                       | New Team         |
| K-オートモティヴ・モータースポーツ               | ダッジ         | 92   | マイク・ウォレス                     | （リチャードソンはオールスターのみ） | 1                                                       | New Team         |
| K-オートモティヴ・モータースポーツ               | ダッジ         | 92   | ロバート・リチャードソンJr.          | （リチャードソンはオールスターのみ） |                                                         | New Team         |
| K-オートモティヴ・モータースポーツ               | ダッジ         | 92   | ブライアン・ケセロウスキー           | （リチャードソンはオールスターのみ） | 24, 26, 34                                              | New Team         |

## 2010年シーズンのレース
| 1  | 29 | ケヴィン・ハーヴィック     | シボレー | リチャード・チルドレス・レーシング   |
| 2  | 9  | ケイシー・ケーン           | フォード | リチャード・ペティ・モータースポーツ |
| 3  | 1  | ジェイミー・マクマレー     | シボレー | アーンハート・ガナッシ・レーシング   |
| 4  | 18 | カイル・ブッシュ           | トヨタ   | ジョー・ギブス・レーシング           |
| 5  | 11 | デニー・ハムリン           | トヨタ   | ジョー・ギブス・レーシング           |
| 6  | 24 | ジェフ・ゴードン           | シボレー | ヘンドリック・モータースポーツ       |
| 7  | 20 | ジョーイ・ロガーノ         | トヨタ   | ジョー・ギブス・レーシング           |
| 8  | 83 | ブライアン・ヴィッカーズ   | トヨタ   | レッドブル・レーシング               |
| 9  | 14 | トニー・スチュワート       | シボレー | スチュワート＝ハース・レーシング     |
| 10 | 42 | ファン・パブロ・モントーヤ | シボレー | アーンハート・ガナッシ・レーシング   |

| トップ10 | トップ10 | トップ10                             | トップ10 | トップ10                             |
| 順位     | 車番     | ドライバー                           | 使用車両 | チーム                               |
| -------- | -------- | ------------------------------------ | -------- | ------------------------------------ |
| 1        | 1        | ジェイミー・マクマレー               | シボレー | アーンハート・ガナッシ・レーシング   |
| 2        | 88       | デイル・アーンハートJr.              | シボレー | ヘンドリック・モータースポーツ       |
| 3        | 16       | グレッグ・ビッフル                   | フォード | ラウシュ・フェンウェイ・レーシング   |
| 4        | 33       | クリント・ボウヤー                   | シボレー | リチャード・チルドレス・レーシング   |
| 5        | 00       | デヴィッド・リューティマン           | トヨタ   | マイケル・ウォルトリップ・レーシング |
| 6        | 56       | マーティン・トゥーレックス・ジュニア | トヨタ   | マイケル・ウォルトリップ・レーシング |
| 7        | 29       | ケヴィン・ハーヴィック               | シボレー | リチャード・チルドレス・レーシング   |
| 8        | 17       | マット・ケンゼス                     | フォード | ラウシュ・フェンウェイ・レーシング   |
| 9        | 99       | カール・エドワーズ                   | フォード | ラウシュ・フェンウェイ・レーシング   |
| 10       | 42       | ファン・パブロ・モントーヤ           | シボレー | アーンハート・ガナッシ・レーシング   |

| 1  | 48 | ジミー・ジョンソン     | シボレー | ヘンドリック・モータースポーツ     |
| 2  | 29 | ケヴィン・ハーヴィック | シボレー | リチャード・チルドレス・レーシング |
| 3  | 31 | ジェフ・バートン       | シボレー | リチャード・チルドレス・レーシング |
| 4  | 5  | マーク・マーティン     | シボレー | ヘンドリック・モータースポーツ     |
| 5  | 20 | ジョーイ・ロガーノ     | トヨタ   | ジョー・ギブス・レーシング         |
| 6  | 2  | カート・ブッシュ       | ダッジ   | ペンスキー・レーシング             |
| 7  | 17 | マット・ケンゼス       | フォード | ラウシュ・フェンウェイ・レーシング |
| 8  | 33 | クリント・ボウヤー     | シボレー | リチャード・チルドレス・レーシング |
| 9  | 14 | トニー・スチュワート   | シボレー | スチュワート＝ハース・レーシング   |
| 10 | 16 | グレッグ・ビッフル     | フォード | ラウシュ・フェンウェイ・レーシング |

| トップ10 | トップ10 | トップ10               | トップ10 | トップ10                             |
| 順位     | 車番     | ドライバー             | 使用車両 | チーム                               |
| -------- | -------- | ---------------------- | -------- | ------------------------------------ |
| 1        | 48       | ジミー・ジョンソン     | シボレー | ヘンドリック・モータースポーツ       |
| 2        | 29       | ケヴィン・ハーヴィック | シボレー | リチャード・チルドレス・レーシング   |
| 3        | 24       | ジェフ・ゴードン       | シボレー | ヘンドリック・モータースポーツ       |
| 4        | 5        | マーク・マーティン     | シボレー | ヘンドリック・モータースポーツ       |
| 5        | 17       | マット・ケンゼス       | フォード | ラウシュ・フェンウェイ・レーシング   |
| 6        | 20       | ジョーイ・ロガーノ     | トヨタ   | ジョー・ギブス・レーシング           |
| 7        | 14       | トニー・スチュワート   | シボレー | スチュワート＝ハース・レーシング     |
| 8        | 33       | クリント・ボウヤー     | シボレー | リチャード・チルドレス・レーシング   |
| 9        | 9        | ケイシー・ケーン       | フォード | リチャード・ペティ・モータースポーツ |
| 10       | 16       | グレッグ・ビッフル     | フォード | ラウシュ・フェンウェイ・レーシング   |

| 1  | 2  | カート・ブッシュ           | ダッジ   | ペンスキー・レーシング               |
| 2  | 17 | マット・ケンゼス           | フォード | ラウシュ・フェンウェイ・レーシング   |
| 3  | 42 | ファン・パブロ・モントーヤ | シボレー | アーンハート・ガナッシ・レーシング   |
| 4  | 9  | ケイシー・ケーン           | フォード | リチャード・ペティ・モータースポーツ |
| 5  | 98 | ポール・メナード           | フォード | リチャード・ペティ・モータースポーツ |
| 6  | 43 | A.J.アルメンディンガー     | フォード | リチャード・ペティ・モータースポーツ |
| 7  | 83 | ブライアン・ヴィッカーズ   | トヨタ   | レッドブル・レーシング               |
| 8  | 16 | グレッグ・ビッフル         | フォード | ラウシュ・フェンウェイ・レーシング   |
| 9  | 29 | ケヴィン・ハーヴィック     | シボレー | リチャード・チルドレス・レーシング   |
| 10 | 82 | スコット・スピード         | トヨタ   | レッドブル・レーシング               |

| トップ10 | トップ10 | トップ10                | トップ10 | トップ10                           |
| 順位     | 車番     | ドライバー              | 使用車両 | チーム                             |
| -------- | -------- | ----------------------- | -------- | ---------------------------------- |
| 1        | 48       | ジミー・ジョンソン      | シボレー | ヘンドリック・モータースポーツ     |
| 2        | 14       | トニー・スチュワート    | シボレー | スチュワート＝ハース・レーシング   |
| 3        | 2        | カート・ブッシュ        | ダッジ   | ペンスキー・レーシング             |
| 4        | 16       | グレッグ・ビッフル      | フォード | ラウシュ・フェンウェイ・レーシング |
| 5        | 17       | マット・ケンゼス        | フォード | ラウシュ・フェンウェイ・レーシング |
| 6        | 99       | カール・エドワーズ      | フォード | ラウシュ・フェンウェイ・レーシング |
| 7        | 88       | デイル・アーンハートJr. | シボレー | ヘンドリック・モータースポーツ     |
| 8        | 1        | ジェイミー・マクマレー  | シボレー | アーンハート・ガナッシ・レーシング |
| 9        | 18       | カイル・ブッシュ        | トヨタ   | ジョー・ギブス・レーシング         |
| 10       | 31       | ジェフ・バートン        | シボレー | リチャード・チルドレス・レーシング |

| 1  | 11 | デニー・ハムリン                     | トヨタ   | ジョー・ギブス・レーシング           |
| 2  | 20 | ジョーイ・ロガーノ                   | トヨタ   | ジョー・ギブス・レーシング           |
| 3  | 24 | ジェフ・ゴードン                     | シボレー | ヘンドリック・モータースポーツ       |
| 4  | 39 | ライアン・ニューマン                 | シボレー | スチュワート＝ハース・レーシング     |
| 5  | 56 | マーティン・トゥーレックス・ジュニア | トヨタ   | マイケル・ウォルトリップ・レーシング |
| 6  | 83 | ブライアン・ヴィッカーズ             | トヨタ   | レッドブル・レーシング               |
| 7  | 33 | クリント・ボウヤー                   | シボレー | リチャード・チルドレス・レーシング   |
| 8  | 99 | カール・エドワーズ                   | フォード | ラウシュ・フェンウェイ・レーシング   |
| 9  | 48 | ジミー・ジョンソン                   | シボレー | ヘンドリック・モータースポーツ       |
| 10 | 16 | グレッグ・ビッフル                   | フォード | ラウシュ・フェンウェイ・レーシング   |

| トップ10 | トップ10 | トップ10                   | トップ10 | トップ10                           |
| 順位     | 車番     | ドライバー                 | 使用車両 | チーム                             |
| -------- | -------- | -------------------------- | -------- | ---------------------------------- |
| 1        | 39       | ライアン・ニューマン       | シボレー | スチュワート＝ハース・レーシング   |
| 2        | 24       | ジェフ・ゴードン           | シボレー | ヘンドリック・モータースポーツ     |
| 3        | 48       | ジミー・ジョンソン         | シボレー | ヘンドリック・モータースポーツ     |
| 4        | 5        | マーク・マーティン         | シボレー | ヘンドリック・モータースポーツ     |
| 5        | 42       | ファン・パブロ・モントーヤ | シボレー | アーンハート・ガナッシ・レーシング |
| 6        | 17       | マット・ケンゼス           | フォード | ラウシュ・フェンウェイ・レーシング |
| 7        | 99       | カール・エドワーズ         | フォード | ラウシュ・フェンウェイ・レーシング |
| 8        | 18       | カイル・ブッシュ           | トヨタ   | ジョー・ギブス・レーシング         |
| 9        | 33       | クリント・ボウヤー         | シボレー | リチャード・チルドレス・レーシング |
| 10       | 20       | ジョーイ・ロガーノ         | トヨタ   | ジョー・ギブス・レーシング         |

| 1  | 11 | デニー・ハムリン                     | トヨタ   | ジョー・ギブス・レーシング           |
| 2  | 48 | ジミー・ジョンソン                   | シボレー | ヘンドリック・モータースポーツ       |
| 3  | 18 | カイル・ブッシュ                     | トヨタ   | ジョー・ギブス・レーシング           |
| 4  | 2  | カート・ブッシュ                     | ダッジ   | ペンスキー・レーシング               |
| 5  | 9  | ケイシー・ケーン                     | フォード | リチャード・ペティ・モータースポーツ |
| 6  | 5  | マーク・マーティン                   | シボレー | ヘンドリック・モータースポーツ       |
| 7  | 29 | ケヴィン・ハーヴィック               | シボレー | リチャード・チルドレス・レーシング   |
| 8  | 88 | デイル・アーンハートJr.              | シボレー | ヘンドリック・モータースポーツ       |
| 9  | 56 | マーティン・トゥーレックス・ジュニア | トヨタ   | マイケル・ウォルトリップ・レーシング |
| 10 | 16 | グレッグ・ビッフル                   | フォード | ラウシュ・フェンウェイ・レーシング   |

| トップ10 | トップ10 | トップ10                   | トップ10 | トップ10                           |
| 順位     | 車番     | ドライバー                 | 使用車両 | チーム                             |
| -------- | -------- | -------------------------- | -------- | ---------------------------------- |
| 1        | 29       | ケヴィン・ハーヴィック     | シボレー | リチャード・チルドレス・レーシング |
| 2        | 1        | ジェイミー・マクマレー     | シボレー | アーンハート・ガナッシ・レーシング |
| 3        | 42       | ファン・パブロ・モントーヤ | シボレー | アーンハート・ガナッシ・レーシング |
| 4        | 11       | デニー・ハムリン           | トヨタ   | ジョー・ギブス・レーシング         |
| 5        | 5        | マーク・マーティン         | シボレー | ヘンドリック・モータースポーツ     |
| 6        | 6        | デヴィッド・レーガン       | フォード | ラウシュ・フェンウェイ・レーシング |
| 7        | 33       | クリント・ボウヤー         | シボレー | リチャード・チルドレス・レーシング |
| 8        | 2        | カート・ブッシュ           | ダッジ   | ペンスキー・レーシング             |
| 9        | 18       | カイル・ブッシュ           | トヨタ   | ジョー・ギブス・レーシング         |
| 10       | 09       | マイク・ブリス             | シボレー | フェニックス・レーシング           |

| 1  | 18 | カイル・ブッシュ                     | トヨタ   | ジョー・ギブス・レーシング           |
| 2  | 24 | ジェフ・ゴードン                     | シボレー | ヘンドリック・モータースポーツ       |
| 3  | 29 | ケヴィン・ハーヴィック               | シボレー | リチャード・チルドレス・レーシング   |
| 4  | 31 | ジェフ・バートン                     | シボレー | リチャード・チルドレス・レーシング   |
| 5  | 99 | カール・エドワーズ                   | フォード | ラウシュ・フェンウェイ・レーシング   |
| 6  | 42 | ファン・パブロ・モントーヤ           | シボレー | アーンハート・ガナッシ・レーシング   |
| 7  | 56 | マーティン・トゥーレックス・ジュニア | トヨタ   | マイケル・ウォルトリップ・レーシング |
| 8  | 39 | ライアン・ニューマン                 | シボレー | スチュワート＝ハース・レーシング     |
| 9  | 47 | マーコス・アンブローズ               | トヨタ   | JTGドハティ・レーシング              |
| 10 | 48 | ジミー・ジョンソン                   | シボレー | ヘンドリック・モータースポーツ       |

| トップ10 | トップ10 | トップ10                   | トップ10 | トップ10                           |
| 順位     | 車番     | ドライバー                 | 使用車両 | チーム                             |
| -------- | -------- | -------------------------- | -------- | ---------------------------------- |
| 1        | 11       | デニー・ハムリン           | トヨタ   | ジョー・ギブス・レーシング         |
| 2        | 1        | ジェイミー・マクマレー     | シボレー | アーンハート・ガナッシ・レーシング |
| 3        | 2        | カート・ブッシュ           | ダッジ   | ペンスキー・レーシング             |
| 4        | 24       | ジェフ・ゴードン           | シボレー | ヘンドリック・モータースポーツ     |
| 5        | 42       | ファン・パブロ・モントーヤ | シボレー | アーンハート・ガナッシ・レーシング |
| 6        | 29       | ケヴィン・ハーヴィック     | シボレー | リチャード・チルドレス・レーシング |
| 7        | 18       | カイル・ブッシュ           | トヨタ   | ジョー・ギブス・レーシング         |
| 8        | 31       | ジェフ・バートン           | シボレー | リチャード・チルドレス・レーシング |
| 9        | 39       | ライアン・ニューマン       | シボレー | スチュワート＝ハース・レーシング   |
| 10       | 83       | ブライアン・ヴィッカーズ   | トヨタ   | レッドブル・レーシング             |

| 1  | 18 | カイル・ブッシュ           | トヨタ   | ジョー・ギブス・レーシング           |
| 2  | 31 | ジェフ・バートン           | シボレー | リチャード・チルドレス・レーシング   |
| 3  | 17 | マット・ケンゼス           | フォード | ラウシュ・フェンウェイ・レーシング   |
| 4  | 11 | デニー・ハムリン           | トヨタ   | ジョー・ギブス・レーシング           |
| 5  | 00 | デヴィッド・リューティマン | トヨタ   | マイケル・ウォルトリップ・レーシング |
| 6  | 16 | グレッグ・ビッフル         | フォード | ラウシュ・フェンウェイ・レーシング   |
| 7  | 29 | ケヴィン・ハーヴィック     | シボレー | リチャード・チルドレス・レーシング   |
| 8  | 99 | カール・エドワーズ         | フォード | ラウシュ・フェンウェイ・レーシング   |
| 9  | 14 | トニー・スチュワート       | シボレー | スチュワート＝ハース・レーシング     |
| 10 | 20 | ジョーイ・ロガーノ         | トヨタ   | ジョー・ギブス・レーシング           |

| トップ10 | トップ10 | トップ10                             | トップ10 | トップ10                             |
| 順位     | 車番     | ドライバー                           | 使用車両 | チーム                               |
| -------- | -------- | ------------------------------------ | -------- | ------------------------------------ |
| 1        | 2        | カート・ブッシュ                     | ダッジ   | ペンスキー・レーシング               |
| 2        | 56       | マーティン・トゥーレックス・ジュニア | トヨタ   | マイケル・ウォルトリップ・レーシング |
| 3        | 20       | ジョーイ・ロガーノ                   | トヨタ   | ジョー・ギブス・レーシング           |
| 4        | 11       | デニー・ハムリン                     | トヨタ   | ジョー・ギブス・レーシング           |
| 5        | 14       | トニー・スチュワート                 | シボレー | スチュワート＝ハース・レーシング     |
| 6        | 29       | ケヴィン・ハーヴィック               | シボレー | リチャード・チルドレス・レーシング   |
| 7        | 12       | ブラッド・ケセロウスキー             | ダッジ   | ペンスキー・レーシング               |
| 8        | 17       | マット・ケンゼス                     | フォード | ラウシュ・フェンウェイ・レーシング   |
| 9        | 16       | グレッグ・ビッフル                   | フォード | ラウシュ・フェンウェイ・レーシング   |
| 10       | 71       | ボビー・ラボンテ                     | シボレー | TRGモータースポーツ                  |

| 1  | 2  | カート・ブッシュ           | ダッジ   | ペンスキー・レーシング               |
| 2  | 1  | ジェイミー・マクマレー     | シボレー | アーンハート・ガナッシ・レーシング   |
| 3  | 18 | カイル・ブッシュ           | トヨタ   | ジョー・ギブス・レーシング           |
| 4  | 5  | マーク・マーティン         | シボレー | ヘンドリック・モータースポーツ       |
| 5  | 00 | デヴィッド・リューティマン | トヨタ   | マイケル・ウォルトリップ・レーシング |
| 6  | 24 | ジェフ・ゴードン           | シボレー | ヘンドリック・モータースポーツ       |
| 7  | 33 | クリント・ボウヤー         | シボレー | リチャード・チルドレス・レーシング   |
| 8  | 98 | ポール・メナード           | フォード | リチャード・ペティ・モータースポーツ |
| 9  | 39 | ライアン・ニューマン       | シボレー | スチュワート＝ハース・レーシング     |
| 10 | 17 | マット・ケンゼス           | フォード | ラウシュ・フェンウェイ・レーシング   |

| トップ10 | トップ10 | トップ10                   | トップ10 | トップ10                             |
| 順位     | 車番     | ドライバー                 | 使用車両 | チーム                               |
| -------- | -------- | -------------------------- | -------- | ------------------------------------ |
| 1        | 11       | デニー・ハムリン           | トヨタ   | ジョー・ギブス・レーシング           |
| 2        | 18       | カイル・ブッシュ           | トヨタ   | ジョー・ギブス・レーシング           |
| 3        | 14       | トニー・スチュワート       | シボレー | スチュワート＝ハース・レーシング     |
| 4        | 29       | ケヴィン・ハーヴィック     | シボレー | リチャード・チルドレス・レーシング   |
| 5        | 48       | ジミー・ジョンソン         | シボレー | ヘンドリック・モータースポーツ       |
| 6        | 2        | カート・ブッシュ           | ダッジ   | ペンスキー・レーシング               |
| 7        | 31       | ジェフ・バートン           | シボレー | リチャード・チルドレス・レーシング   |
| 8        | 42       | ファン・パブロ・モントーヤ | シボレー | アーンハート・ガナッシ・レーシング   |
| 9        | 33       | クリント・ボウヤー         | シボレー | リチャード・チルドレス・レーシング   |
| 10       | 43       | A.J.アルメンディンガー     | フォード | リチャード・ペティ・モータースポーツ |

| 1  | 11 | デニー・ハムリン        | トヨタ   | ジョー・ギブス・レーシング           |
| 2  | 9  | ケイシー・ケーン        | フォード | リチャード・ペティ・モータースポーツ |
| 3  | 2  | カート・ブッシュ        | ダッジ   | ペンスキー・レーシング               |
| 4  | 24 | ジェフ・ゴードン        | シボレー | ヘンドリック・モータースポーツ       |
| 5  | 14 | トニー・スチュワート    | シボレー | スチュワート＝ハース・レーシング     |
| 6  | 48 | ジミー・ジョンソン      | シボレー | ヘンドリック・モータースポーツ       |
| 7  | 88 | デイル・アーンハートJr. | シボレー | ヘンドリック・モータースポーツ       |
| 8  | 31 | ジェフ・バートン        | シボレー | リチャード・チルドレス・レーシング   |
| 9  | 16 | グレッグ・ビッフル      | フォード | ラウシュ・フェンウェイ・レーシング   |
| 10 | 20 | ジョーイ・ロガーノ      | トヨタ   | ジョー・ギブス・レーシング           |

| トップ10 | トップ10 | トップ10                   | トップ10 | トップ10                             |
| 順位     | 車番     | ドライバー                 | 使用車両 | チーム                               |
| -------- | -------- | -------------------------- | -------- | ------------------------------------ |
| 1        | 48       | ジミー・ジョンソン         | シボレー | ヘンドリック・モータースポーツ       |
| 2        | 7        | ロビー・ゴードン           | トヨタ   | ロビー・ゴードン・モータースポーツ   |
| 3        | 29       | ケヴィン・ハーヴィック     | シボレー | リチャード・チルドレス・レーシング   |
| 4        | 9        | ケイシー・ケーン           | フォード | リチャード・ペティ・モータースポーツ |
| 5        | 24       | ジェフ・ゴードン           | シボレー | ヘンドリック・モータースポーツ       |
| 6        | 47       | マーコス・アンブローズ     | トヨタ   | JTGドハティ・レーシング              |
| 7        | 16       | グレッグ・ビッフル         | フォード | ラウシュ・フェンウェイ・レーシング   |
| 8        | 26       | ボリス・セッド             | フォード | ラティチュード43モータースポーツ     |
| 9        | 14       | トニー・スチュワート       | シボレー | スチュワート＝ハース・レーシング     |
| 10       | 42       | ファン・パブロ・モントーヤ | シボレー | アーンハート・ガナッシ・レーシング   |

| 1  | 48 | ジミー・ジョンソン      | シボレー | ヘンドリック・モータースポーツ       |
| 2  | 14 | トニー・スチュワート    | シボレー | スチュワート＝ハース・レーシング     |
| 3  | 2  | カート・ブッシュ        | ダッジ   | ペンスキー・レーシング               |
| 4  | 24 | ジェフ・ゴードン        | シボレー | ヘンドリック・モータースポーツ       |
| 5  | 29 | ケヴィン・ハーヴィック  | シボレー | リチャード・チルドレス・レーシング   |
| 6  | 39 | ライアン・ニューマン    | シボレー | スチュワート＝ハース・レーシング     |
| 7  | 33 | クリント・ボウヤー      | シボレー | リチャード・チルドレス・レーシング   |
| 8  | 88 | デイル・アーンハートJr. | シボレー | ヘンドリック・モータースポーツ       |
| 9  | 20 | ジョーイ・ロガーノ      | トヨタ   | ジョー・ギブス・レーシング           |
| 10 | 43 | A.J.アルメンディンガー  | フォード | リチャード・ペティ・モータースポーツ |

| トップ10 | トップ10 | トップ10                | トップ10 | トップ10                             |
| 順位     | 車番     | ドライバー              | 使用車両 | チーム                               |
| -------- | -------- | ----------------------- | -------- | ------------------------------------ |
| 1        | 29       | ケヴィン・ハーヴィック  | シボレー | リチャード・チルドレス・レーシング   |
| 2        | 9        | ケイシー・ケーン        | フォード | リチャード・ペティ・モータースポーツ |
| 3        | 24       | ジェフ・ゴードン        | シボレー | ヘンドリック・モータースポーツ       |
| 4        | 88       | デイル・アーンハートJr. | シボレー | ヘンドリック・モータースポーツ       |
| 5        | 31       | ジェフ・バートン        | シボレー | リチャード・チルドレス・レーシング   |
| 6        | 99       | カール・エドワーズ      | フォード | ラウシュ・フェンウェイ・レーシング   |
| 7        | 2        | カート・ブッシュ        | ダッジ   | ペンスキー・レーシング               |
| 8        | 83       | リード・ソレンソン      | トヨタ   | レッドブル・レーシング               |
| 9        | 71       | マイク・ブリス          | シボレー | TRGモータースポーツ                  |
| 10       | 82       | スコット・スピード      | トヨタ   | レッドブル・レーシング               |

| トップ10 | トップ10 | トップ10                   | トップ10 | トップ10                             |
| 順位     | 車番     | ドライバー                 | 使用車両 | チーム                               |
| -------- | -------- | -------------------------- | -------- | ------------------------------------ |
| 1        | 00       | デヴィッド・リューティマン | トヨタ   | マイケル・ウォルトリップ・レーシング |
| 2        | 99       | カール・エドワーズ         | フォード | ラウシュ・フェンウェイ・レーシング   |
| 3        | 24       | ジェフ・ゴードン           | シボレー | ヘンドリック・モータースポーツ       |
| 4        | 33       | クリント・ボウヤー         | シボレー | リチャード・チルドレス・レーシング   |
| 5        | 1        | ジェイミー・マクマレー     | シボレー | アーンハート・ガナッシ・レーシング   |
| 6        | 9        | ケイシー・ケーン           | フォード | リチャード・ペティ・モータースポーツ |
| 7        | 31       | ジェフ・バートン           | シボレー | リチャード・チルドレス・レーシング   |
| 8        | 11       | デニー・ハムリン           | トヨタ   | ジョー・ギブス・レーシング           |
| 9        | 14       | トニー・スチュワート       | シボレー | スチュワート＝ハース・レーシング     |
| 10       | 98       | ポール・メナード           | フォード | リチャード・ペティ・モータースポーツ |

| トップ10 | トップ10 | トップ10               | トップ10 | トップ10                           |
| 順位     | 車番     | ドライバー             | 使用車両 | チーム                             |
| -------- | -------- | ---------------------- | -------- | ---------------------------------- |
| 1        | 1        | ジェイミー・マクマレー | シボレー | アーンハート・ガナッシ・レーシング |
| 2        | 29       | ケヴィン・ハーヴィック | シボレー | リチャード・チルドレス・レーシング |
| 3        | 16       | グレッグ・ビッフル     | フォード | ラウシュ・フェンウェイ・レーシング |
| 4        | 33       | クリント・ボウヤー     | シボレー | リチャード・チルドレス・レーシング |
| 5        | 14       | トニー・スチュワート   | シボレー | スチュワート＝ハース・レーシング   |
| 6        | 31       | ジェフ・バートン       | シボレー | リチャード・チルドレス・レーシング |
| 7        | 99       | カール・エドワーズ     | フォード | ラウシュ・フェンウェイ・レーシング |
| 8        | 18       | カイル・ブッシュ       | トヨタ   | ジョー・ギブス・レーシング         |
| 9        | 20       | ジョーイ・ロガーノ     | トヨタ   | ジョー・ギブス・レーシング         |
| 10       | 2        | カート・ブッシュ       | ダッジ   | ペンスキー・レーシング             |

| 1  | 16 | グレッグ・ビッフル                   | フォード | ラウシュ・フェンウェイ・レーシング   |
| 2  | 14 | トニー・スチュワート                 | シボレー | スチュワート＝ハース・レーシング     |
| 3  | 99 | カール・エドワーズ                   | フォード | ラウシュ・フェンウェイ・レーシング   |
| 4  | 29 | ケヴィン・ハーヴィック               | シボレー | リチャード・チルドレス・レーシング   |
| 5  | 11 | デニー・ハムリン                     | トヨタ   | ジョー・ギブス・レーシング           |
| 6  | 24 | ジェフ・ゴードン                     | シボレー | ヘンドリック・モータースポーツ       |
| 7  | 5  | マーク・マーティン                   | シボレー | ヘンドリック・モータースポーツ       |
| 8  | 31 | ジェフ・バートン                     | シボレー | リチャード・チルドレス・レーシング   |
| 9  | 56 | マーティン・トゥーレックス・ジュニア | トヨタ   | マイケル・ウォルトリップ・レーシング |
| 10 | 48 | ジミー・ジョンソン                   | シボレー | ヘンドリック・モータースポーツ       |

| トップ10 | トップ10 | トップ10                   | トップ10 | トップ10                             |
| 順位     | 車番     | ドライバー                 | 使用車両 | チーム                               |
| -------- | -------- | -------------------------- | -------- | ------------------------------------ |
| 1        | 42       | ファン・パブロ・モントーヤ | シボレー | アーンハート・ガナッシ・レーシング   |
| 2        | 2        | カート・ブッシュ           | ダッジ   | ペンスキー・レーシング               |
| 3        | 47       | マーコス・アンブローズ     | トヨタ   | JTGドハティ・レーシング              |
| 4        | 43       | A.J.アルメンディンガー     | フォード | リチャード・ペティ・モータースポーツ |
| 5        | 99       | カール・エドワーズ         | フォード | ラウシュ・フェンウェイ・レーシング   |
| 6        | 1        | ジェイミー・マクマレー     | シボレー | アーンハート・ガナッシ・レーシング   |
| 7        | 29       | ケヴィン・ハーヴィック     | シボレー | リチャード・チルドレス・レーシング   |
| 8        | 14       | トニー・スチュワート       | シボレー | スチュワート＝ハース・レーシング     |
| 9        | 18       | カイル・ブッシュ           | トヨタ   | ジョー・ギブス・レーシング           |
| 10       | 31       | ジェフ・バートン           | シボレー | リチャード・チルドレス・レーシング   |

| 1  | 29 | ケヴィン・ハーヴィック               | シボレー | リチャード・チルドレス・レーシング   |
| 2  | 11 | デニー・ハムリン                     | トヨタ   | ジョー・ギブス・レーシング           |
| 3  | 99 | カール・エドワーズ                   | フォード | ラウシュ・フェンウェイ・レーシング   |
| 4  | 16 | グレッグ・ビッフル                   | フォード | ラウシュ・フェンウェイ・レーシング   |
| 5  | 17 | マット・ケンゼス                     | フォード | ラウシュ・フェンウェイ・レーシング   |
| 6  | 14 | トニー・スチュワート                 | シボレー | スチュワート＝ハース・レーシング     |
| 7  | 42 | ファン・パブロ・モントーヤ           | シボレー | アーンハート・ガナッシ・レーシング   |
| 8  | 56 | マーティン・トゥーレックス・ジュニア | トヨタ   | マイケル・ウォルトリップ・レーシング |
| 9  | 19 | エリオット・サドラー                 | フォード | リチャード・ペティ・モータースポーツ |
| 10 | 20 | ジョーイ・ロガーノ                   | トヨタ   | ジョー・ギブス・レーシング           |

| 1  | 18 | カイル・ブッシュ           | トヨタ   | ジョー・ギブス・レーシング           |
| 2  | 00 | デヴィッド・リューティマン | トヨタ   | マイケル・ウォルトリップ・レーシング |
| 3  | 1  | ジェイミー・マクマレー     | シボレー | アーンハート・ガナッシ・レーシング   |
| 4  | 33 | クリント・ボウヤー         | シボレー | リチャード・チルドレス・レーシング   |
| 5  | 17 | マット・ケンゼス           | フォード | ラウシュ・フェンウェイ・レーシング   |
| 6  | 39 | ライアン・ニューマン       | シボレー | スチュワート＝ハース・レーシング     |
| 7  | 42 | ファン・パブロ・モントーヤ | シボレー | アーンハート・ガナッシ・レーシング   |
| 8  | 16 | グレッグ・ビッフル         | フォード | ラウシュ・フェンウェイ・レーシング   |
| 9  | 2  | カート・ブッシュ           | ダッジ   | ペンスキー・レーシング               |
| 10 | 17 | マット・ケンゼス           | フォード | ラウシュ・フェンウェイ・レーシング   |

| 1  | 14 | トニー・スチュワート       | シボレー | スチュワート＝ハース・レーシング   |
| 2  | 99 | カール・エドワーズ         | フォード | ラウシュ・フェンウェイ・レーシング |
| 3  | 48 | ジミー・ジョンソン         | シボレー | ヘンドリック・モータースポーツ     |
| 4  | 31 | ジェフ・バートン           | シボレー | リチャード・チルドレス・レーシング |
| 5  | 18 | カイル・ブッシュ           | トヨタ   | ジョー・ギブス・レーシング         |
| 6  | 2  | カート・ブッシュ           | ダッジ   | ペンスキー・レーシング             |
| 7  | 33 | クリント・ボウヤー         | シボレー | リチャード・チルドレス・レーシング |
| 8  | 39 | ライアン・ニューマン       | シボレー | スチュワート＝ハース・レーシング   |
| 9  | 42 | ファン・パブロ・モントーヤ | シボレー | アーンハート・ガナッシ・レーシング |
| 10 | 47 | マーコス・アンブローズ     | トヨタ   | JTGドハティ・レーシング            |

| 1  | 11 | デニー・ハムリン           | トヨタ   | ジョー・ギブス・レーシング           |
| 2  | 18 | カイル・ブッシュ           | トヨタ   | ジョー・ギブス・レーシング           |
| 3  | 48 | ジミー・ジョンソン         | シボレー | ヘンドリック・モータースポーツ       |
| 4  | 20 | ジョーイ・ロガーノ         | トヨタ   | ジョー・ギブス・レーシング           |
| 5  | 47 | マーコス・アンブローズ     | トヨタ   | JTGドハティ・レーシング              |
| 6  | 33 | クリント・ボウヤー         | シボレー | リチャード・チルドレス・レーシング   |
| 7  | 42 | ファン・パブロ・モントーヤ | シボレー | アーンハート・ガナッシ・レーシング   |
| 8  | 43 | A.J.アルメンディンガー     | フォード | リチャード・ペティ・モータースポーツ |
| 9  | 29 | ケヴィン・ハーヴィック     | シボレー | リチャード・チルドレス・レーシング   |
| 10 | 99 | カール・エドワーズ         | フォード | ラウシュ・フェンウェイ・レーシング   |

| 1  | 33 | クリント・ボウヤー         | シボレー | リチャード・チルドレス・レーシング   |
| 2  | 11 | デニー・ハムリン           | トヨタ   | ジョー・ギブス・レーシング           |
| 3  | 1  | ジェイミー・マクマレー     | シボレー | アーンハート・ガナッシ・レーシング   |
| 4  | 88 | デイル・アーンハートJr.    | シボレー | ヘンドリック・モータースポーツ       |
| 5  | 29 | ケヴィン・ハーヴィック     | シボレー | リチャード・チルドレス・レーシング   |
| 6  | 24 | ジェフ・ゴードン           | シボレー | ヘンドリック・モータースポーツ       |
| 7  | 00 | デヴィッド・リューティマン | トヨタ   | マイケル・ウォルトリップ・レーシング |
| 8  | 39 | ライアン・ニューマン       | シボレー | スチュワート＝ハース・レーシング     |
| 9  | 18 | カイル・ブッシュ           | トヨタ   | ジョー・ギブス・レーシング           |
| 10 | 77 | サム・ホーニッシュJr.      | ダッジ   | ペンスキー・レーシング               |

| 1  | 48 | ジミー・ジョンソン     | シボレー | ヘンドリック・モータースポーツ       |
| 2  | 31 | ジェフ・バートン       | シボレー | リチャード・チルドレス・レーシング   |
| 3  | 20 | ジョーイ・ロガーノ     | トヨタ   | ジョー・ギブス・レーシング           |
| 4  | 2  | カート・ブッシュ       | ダッジ   | ペンスキー・レーシング               |
| 5  | 99 | カール・エドワーズ     | フォード | ラウシュ・フェンウェイ・レーシング   |
| 6  | 18 | カイル・ブッシュ       | トヨタ   | ジョー・ギブス・レーシング           |
| 7  | 98 | ポール・メナード       | フォード | リチャード・ペティ・モータースポーツ |
| 8  | 39 | ライアン・ニューマン   | シボレー | スチュワート＝ハース・レーシング     |
| 9  | 11 | デニー・ハムリン       | トヨタ   | ジョー・ギブス・レーシング           |
| 10 | 43 | A.J.アルメンディンガー | フォード | リチャード・ペティ・モータースポーツ |

| 1  | 16 | グレッグ・ビッフル     | フォード | ラウシュ・フェンウェイ・レーシング   |
| 2  | 48 | ジミー・ジョンソン     | シボレー | ヘンドリック・モータースポーツ       |
| 3  | 29 | ケヴィン・ハーヴィック | シボレー | リチャード・チルドレス・レーシング   |
| 4  | 14 | トニー・スチュワート   | シボレー | スチュワート＝ハース・レーシング     |
| 5  | 24 | ジェフ・ゴードン       | シボレー | ヘンドリック・モータースポーツ       |
| 6  | 99 | カール・エドワーズ     | フォード | ラウシュ・フェンウェイ・レーシング   |
| 7  | 17 | マット・ケンゼス       | フォード | ラウシュ・フェンウェイ・レーシング   |
| 8  | 98 | ポール・メナード       | フォード | リチャード・ペティ・モータースポーツ |
| 9  | 39 | ライアン・ニューマン   | シボレー | スチュワート＝ハース・レーシング     |
| 10 | 43 | A.J.アルメンディンガー | フォード | リチャード・ペティ・モータースポーツ |

| 1  | 14 | トニー・スチュワート       | シボレー | スチュワート＝ハース・レーシング     |
| 2  | 33 | クリント・ボウヤー         | シボレー | リチャード・チルドレス・レーシング   |
| 3  | 48 | ジミー・ジョンソン         | シボレー | ヘンドリック・モータースポーツ       |
| 4  | 9  | ケイシー・ケーン           | フォード | リチャード・ペティ・モータースポーツ |
| 5  | 39 | ライアン・ニューマン       | シボレー | スチュワート＝ハース・レーシング     |
| 6  | 5  | マーク・マーティン         | シボレー | ヘンドリック・モータースポーツ       |
| 7  | 29 | ケヴィン・ハーヴィック     | シボレー | リチャード・チルドレス・レーシング   |
| 8  | 11 | デニー・ハムリン           | トヨタ   | ジョー・ギブス・レーシング           |
| 9  | 24 | ジェフ・ゴードン           | シボレー | ヘンドリック・モータースポーツ       |
| 10 | 00 | デヴィッド・リューティマン | トヨタ   | マイケル・ウォルトリップ・レーシング |

| 1  | 1  | ジェイミー・マクマレー     | シボレー | アーンハート・ガナッシ・レーシング   |
| 2  | 18 | カイル・ブッシュ           | トヨタ   | ジョー・ギブス・レーシング           |
| 3  | 48 | ジミー・ジョンソン         | シボレー | ヘンドリック・モータースポーツ       |
| 4  | 11 | デニー・ハムリン           | トヨタ   | ジョー・ギブス・レーシング           |
| 5  | 16 | グレッグ・ビッフル         | フォード | ラウシュ・フェンウェイ・レーシング   |
| 6  | 17 | マット・ケンゼス           | フォード | ラウシュ・フェンウェイ・レーシング   |
| 7  | 20 | ジョーイ・ロガーノ         | トヨタ   | ジョー・ギブス・レーシング           |
| 8  | 29 | ケヴィン・ハーヴィック     | シボレー | リチャード・チルドレス・レーシング   |
| 9  | 00 | デヴィッド・リューティマン | トヨタ   | マイケル・ウォルトリップ・レーシング |
| 10 | 6  | デヴィッド・レーガン       | フォード | ラウシュ・フェンウェイ・レーシング   |

| 1  | 11 | デニー・ハムリン         | トヨタ   | ジョー・ギブス・レーシング         |
| 2  | 5  | マーク・マーティン       | シボレー | ヘンドリック・モータースポーツ     |
| 3  | 29 | ケヴィン・ハーヴィック   | シボレー | リチャード・チルドレス・レーシング |
| 4  | 18 | カイル・ブッシュ         | トヨタ   | ジョー・ギブス・レーシング         |
| 5  | 48 | ジミー・ジョンソン       | シボレー | ヘンドリック・モータースポーツ     |
| 6  | 20 | ジョーイ・ロガーノ       | トヨタ   | ジョー・ギブス・レーシング         |
| 7  | 88 | デイル・アーンハートJr.  | シボレー | ヘンドリック・モータースポーツ     |
| 8  | 99 | カール・エドワーズ       | フォード | ラウシュ・フェンウェイ・レーシング |
| 9  | 31 | ジェフ・バートン         | シボレー | リチャード・チルドレス・レーシング |
| 10 | 12 | ブラッド・ケセロウスキー | ダッジ   | ペンスキー・レーシング             |

| 1  | 33 | クリント・ボウヤー                   | シボレー | リチャード・チルドレス・レーシング   |
| 2  | 29 | ケヴィン・ハーヴィック               | シボレー | リチャード・チルドレス・レーシング   |
| 3  | 42 | ファン・パブロ・モントーヤ           | シボレー | アーンハート・ガナッシ・レーシング   |
| 4  | 00 | デヴィッド・リューティマン           | トヨタ   | マイケル・ウォルトリップ・レーシング |
| 5  | 20 | ジョーイ・ロガーノ                   | トヨタ   | ジョー・ギブス・レーシング           |
| 6  | 56 | マーティン・トゥーレックス・ジュニア | トヨタ   | マイケル・ウォルトリップ・レーシング |
| 7  | 48 | ジミー・ジョンソン                   | シボレー | ヘンドリック・モータースポーツ       |
| 8  | 24 | ジェフ・ゴードン                     | シボレー | ヘンドリック・モータースポーツ       |
| 9  | 11 | デニー・ハムリン                     | トヨタ   | ジョー・ギブス・レーシング           |
| 10 | 12 | ブラッド・ケセロウスキー             | ダッジ   | ペンスキー・レーシング               |

| 1  | 11 | デニー・ハムリン       | トヨタ   | ジョー・ギブス・レーシング           |
| 2  | 17 | マット・ケンゼス       | フォード | ラウシュ・フェンウェイ・レーシング   |
| 3  | 5  | マーク・マーティン     | シボレー | ヘンドリック・モータースポーツ       |
| 4  | 20 | ジョーイ・ロガーノ     | トヨタ   | ジョー・ギブス・レーシング           |
| 5  | 16 | グレッグ・ビッフル     | フォード | ラウシュ・フェンウェイ・レーシング   |
| 6  | 29 | ケヴィン・ハーヴィック | シボレー | リチャード・チルドレス・レーシング   |
| 7  | 33 | クリント・ボウヤー     | シボレー | リチャード・チルドレス・レーシング   |
| 8  | 6  | デヴィッド・レーガン   | フォード | ラウシュ・フェンウェイ・レーシング   |
| 9  | 48 | ジミー・ジョンソン     | シボレー | ヘンドリック・モータースポーツ       |
| 10 | 98 | ポール・メナード       | フォード | リチャード・ペティ・モータースポーツ |

| 1  | 99 | カール・エドワーズ     | フォード | ラウシュ・フェンウェイ・レーシング |
| 2  | 39 | ライアン・ニューマン   | シボレー | スチュワート＝ハース・レーシング   |
| 3  | 20 | ジョーイ・ロガーノ     | トヨタ   | ジョー・ギブス・レーシング         |
| 4  | 16 | グレッグ・ビッフル     | フォード | ラウシュ・フェンウェイ・レーシング |
| 5  | 48 | ジミー・ジョンソン     | シボレー | ヘンドリック・モータースポーツ     |
| 6  | 29 | ケヴィン・ハーヴィック | シボレー | リチャード・チルドレス・レーシング |
| 7  | 17 | マット・ケンゼス       | フォード | ラウシュ・フェンウェイ・レーシング |
| 8  | 5  | マーク・マーティン     | シボレー | ヘンドリック・モータースポーツ     |
| 9  | 2  | カート・ブッシュ       | ダッジ   | ペンスキー・レーシング             |
| 10 | 1  | ジェイミー・マクマレー | シボレー | アーンハート・ガナッシ・レーシング |

| 1  | 99 | カール・エドワーズ     | フォード | ラウシュ・フェンウェイ・レーシング   |
| 2  | 48 | ジミー・ジョンソン     | シボレー | ヘンドリック・モータースポーツ       |
| 3  | 29 | ケヴィン・ハーヴィック | シボレー | リチャード・チルドレス・レーシング   |
| 4  | 9  | アリック・アルミローラ | フォード | リチャード・ペティ・モータースポーツ |
| 5  | 43 | A.J.アルメンディンガー | フォード | リチャード・ペティ・モータースポーツ |
| 6  | 83 | ケイシー・ケーン       | トヨタ   | レッドブル・レーシング               |
| 7  | 39 | ライアン・ニューマン   | シボレー | スチュワート＝ハース・レーシング     |
| 8  | 14 | トニー・スチュワート   | シボレー | スチュワート＝ハース・レーシング     |
| 9  | 17 | マット・ケンゼス       | フォード | ラウシュ・フェンウェイ・レーシング   |
| 10 | 16 | グレッグ・ビッフル     | フォード | ラウシュ・フェンウェイ・レーシング   |